# Hydnophora exesa
Espèce
Statut CITES
Hydnophora exesa est une espèce de coraux appartenant à la famille des Merulinidae.